# East Alto Bonito
East Alto Bonito es un lugar designado por el censo ubicado en el condado de Starr en el estado estadounidense de Texas. En el Censo de 2010 tenía una población de 824 habitantes y una densidad poblacional de 2.840,61 personas por km².

## Geografía
East Alto Bonito se encuentra ubicado en las coordenadas 26°18′8″N 98°38′9″O / 26.30222, -98.63583. Según la Oficina del Censo de los Estados Unidos, East Alto Bonito tiene una superficie total de 0.29 km², de la cual 0.29 km² corresponden a tierra firme y (0%) 0 km² es agua.

## Demografía
Según el censo de 2010, había 824 personas residiendo en East Alto Bonito. La densidad de población era de 2.840,61 hab./km². De los 824 habitantes, East Alto Bonito estaba compuesto por el 98.3% blancos, el 0% eran afroamericanos, el 0% eran amerindios, el 0% eran asiáticos, el 0% eran isleños del Pacífico, el 1.7% eran de otras razas y el 0% pertenecían a dos o más razas. Del total de la población el 99.88% eran hispanos o latinos de cualquier raza.